# Alchemy: Dire Straits Live
Az Alchemy: Dire Straits Live a Dire Straits albuma 1984-ből. Tartalmazza a legismertebb slágereiket, de a stúdióváltozattól jóval eltérő stílusban. Hosszú gitárrögtönzések és karakteres dobolás jellemzik.
A Billboard albumlistán a 46., az angol albumlistán a 3. helyet érte el.

## Az album dalai
Első lemez:
1. Once Upon a Time in the West – 13:01
2. Expresso Love – 5:45
3. Romeo and Juliet – 8:17
4. Love over Gold – 3:27
5. Private Investigations – 7:34
6. Sultans of Swing – 10:54

Második lemez:
1. Two Young Lovers – 4:49
2. Tunnel of Love/Intro: The Carousel Waltz – 14:29
3. Telegraph Road – 13:37
4. Solid Rock – 6:01
5. Going Home: Theme of the Local Hero – 6:05

## Előadók
A koncerten a zenekar aktuális tagjai:
- Mark Knopfler − gitár, ének;
- Alan Clark – billentyűs hangszerek;
- John Illsley – basszusgitár, vokál;
- Hal Lindes – ritmusgitár, gitár, vokál;
- Terry Williams – dobok.

További résztvevők voltak:
- Mel Collins – szaxofon;
- Tommy Mandel – billentyűs hangszerek;
- Joop de Corte – percussion.